# Dragon (veicolo spaziale)
Dragon è una capsula orbitale da trasporto sviluppata dalla Space Exploration Technologies Corporation (SpaceX). È riutilizzabile, e in grado di raggiungere un'orbita terrestre bassa e rientrare. Nel dicembre 2010, è diventata il primo veicolo spaziale a essere portato in orbita e poi di nuovo a terra da una compagnia privata; nel maggio 2012, il primo a raggiungere la Stazione spaziale internazionale. Lo scudo termico di questo veicolo è progettato per resistere a velocità da rientro da orbite lunari o marziane.
Le prime missioni operative di questa capsula, che viene lanciata su un razzo vettore Falcon 9, sono di trasporto merci alla Stazione spaziale internazionale nell'ambito del programma della NASA Commercial Resupply Services. Dopo l'ultimo volo dimostrativo, avvenuto il 22 maggio 2012 (in cui Dragon è attraccato alla ISS), il veicolo spaziale ha iniziato il suo programma regolare di rifornimento, decollando da Cape Canaveral alle 00:35 UTC dell'8 ottobre, con la missione SpX-1.
A partire da questa capsula la SpaceX ha sviluppato la versione per il trasporto di equipaggio Dragon 2.
L'ultimo lancio della Dragon-1 è avvenuto il 7 marzo 2020 e ha segnato la conclusione dell'estensione contrattuale del primo programma Commercial Resupply Services stipulato tra NASA e SpaceX. I futuri lanci di rifornimento commerciale saranno effettuati con la Dragon 2 nell'ambito del secondo programma Commercial Resupply Services (CRS-2).

## Origine del nome
Il CEO di SpaceX, Elon Musk, ha dato il nome a questa navetta ispirandosi alla canzone Puff, the Magic Dragon di Peter, Paul and Mary, in risposta ai critici che avevano ritenuto il progetto impossibile.

## Partnership con la Nasa

### Contratti commerciali di trasporto merci
Nel 2005, la NASA avviò il programma "Commercial Orbital Transportation Services (COTS)", per sollecitare proposte di rifornimento della Stazione Spaziale Internazionale dopo il ritiro dello Space Shuttle. La proposta inviata dalla SpaceX nel marzo 2006 comprendeva il veicolo spaziale Dragon, e fu presentata con un team composto di un certo numero di compagnie, incluse la MD Robotics e la canadese MacDonald Dettwiler and Associates (MDA) (che costruì il braccio robotico della ISS e i suoi sistemi associati).
Il 18 agosto 2006 la NASA annunciò che la SpaceX era stata scelta, insieme alla Kistler Aerospace, per sviluppare servizi di lancio cargo per la ISS. Il programma dimostrativo prevedeva tre voli della capsula Dragon tra il 2008 e il 2010. Kistler, dal canto suo, non ha rispettato i suoi obblighi con la NASA, e quindi il suo contratto fu annullato nel 2007 e riassegnato con un'altra gara. Il 19 febbraio 2008 la NASA ha annunciato di aver scelto la Orbital Sciences Corporation come nuova vincitrice.
Il 23 dicembre 2008 la NASA assegnò alla SpaceX 1,6 miliardi di dollari per il programma Commercial Resupply Services (il contratto di consegna merci). Questo contratto prevede un minimo di 20 000 kg di carico su un massimo di 12 voli verso la ISS ad un costo di 1,6 miliardi di dollari, con opzioni che aumentano il valore massimo del contratto a 3,1 miliardi.
Il primo dei tre voli dimostrativi (COTS Demo Flight 1) previsti dal contratto è stato eseguito con successo l'8 dicembre 2010.
Nel dicembre 2011, la NASA approvò la decisione della SpaceX di unire le missioni COTS 2 e 3 in un unico volo Dragon-Falcon9, chiamato COTS Demo Flight 2+. Questo volo era previsto per il 19 maggio 2012, ma è stato abortito in fase di lancio: nel momento di accensione dei motori, il computer di volo ha automaticamente interrotto la sequenza a causa della pressione elevata registrata nel motore Merlin numero 5. Verifiche più approfondite hanno individuato la causa del problema in una valvola difettosa, e la SpaceX ha ritentato con successo il lancio il 22 maggio 2012.
Avendo eseguito correttamente tutte le dimostrazioni e i test del programma COTS, la SpaceX è entrata nel contratto CRS: il primo dei 12 voli di rifornimento previsti ha avuto luogo l'8 ottobre 2012, sempre dal Space Launch Complex 40 della Cape Canaveral Air Force Station in Florida. Nel corso degli anni SpaceX ha visto il prolungamento del contratto originale con ulteriori 8 missioni di rifornimento all'ISS.

### Contratti commerciali di trasporto persone
Nel dicembre 2010, in seguito a una sollecitazione della NASA, la SpaceX ha presentato una proposta per aiutarla a trasportare equipaggi umani sulla stazione spaziale internazionale dopo il ritiro degli Shuttle. Per garantire maggiore sicurezza all'equipaggio umano, la SpaceX ha pensato di sviluppare, nella fase 2 del programma NASA Commercial Crew Development (CCDev), un Launch Escape System integrato; questo porterà diversi vantaggi rispetto agli approcci più tradizionali utilizzati su tutte le precedenti capsule spaziali con equipaggio. Alcuni di questi vantaggi sono:
- la fuga è possibile per tutta la durata del lancio, fino all'entrata in orbita
- riusabilità, poiché il sistema di fuga di emergenza integrato torna a terra con la navicella, e quindi riduce i costi della missione;
- migliora la sicurezza dell'equipaggio eliminando un "evento separazione" dal profilo di lancio;
- i propulsori di fuga possono essere usati per effettuare un atterraggio sulla terra-ferma preciso e senza bisogno di paracadute, che verrà comunque tenuto come sistema di emergenza.

Secondo Elon Musk, i costi di sviluppo del Falcon 9 e di un Dragon in grado di trasportare equipaggio umano si aggireranno tra gli 800 milioni e il miliardo di dollari statunitensi.
Nell'aprile 2011, la NASA ha annunciato che, nell'ambito del programma "Commercial Crew Development" (CCDev), la SpaceX riceverà 75 milioni di dollari per proseguire lo sviluppo del suo Launch Escape System e della capsula per trasporto di equipaggi. Questa collaborazione della NASA con la SpaceX sotto il programma CCDev, iniziata appunto in aprile, si concluderà nel maggio 2012. Successivamente, nella fase 3 del programma CCDev, la CCiCap, la SpaceX è stata selezionata con Boeing e Sierra Nevada Corp., ed ha ricevuto un contratto di 440 milioni di dollari per completare lo sviluppo della Dragon V2 ed effettuare il primo volo senza equipaggio nel 2016.
Dopo numerosi test e qualche ritardo sulla tabella di marcia, la prima missione test con equipaggio, la Crew Dragon Demo-2, è stata lanciata con successo 30 maggio 2020 ed è rientrata il 2 agosto seguente.

## Versioni

### Dragon 2

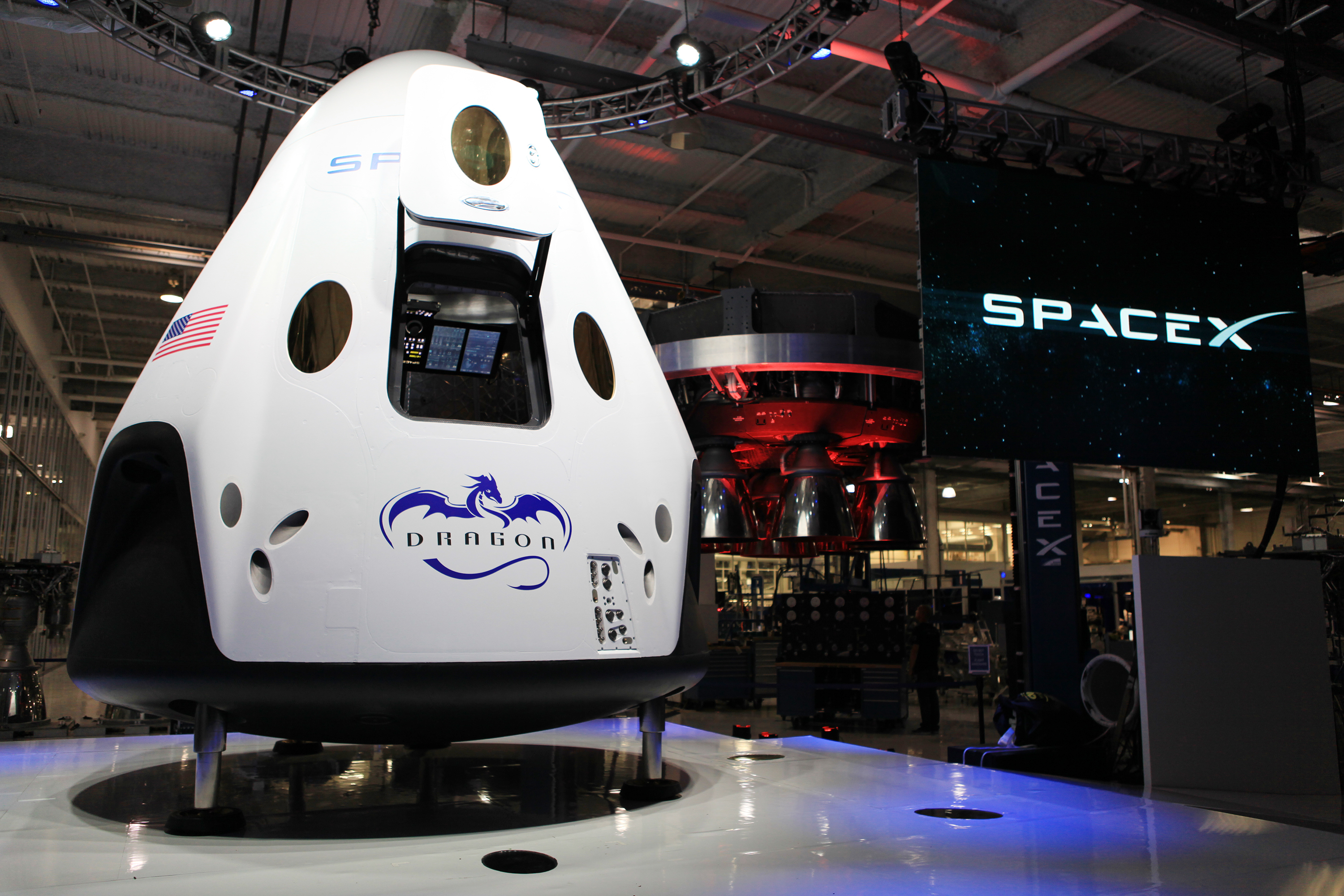
Dragon Crew nella sua presentazione al pubblico

La versione con equipaggio di Dragon (Dragon V2), presentata al pubblico il 29 marzo 2014, è in grado di trasportare fino a 7 persone di equipaggio e di supportarli fino a 7 giorni in volo libero. Questa nuova capsula dispone di 8 motori SuperDraco, che le permettono non solo di effettuare un rientro atmosferico controllato, ma anche di atterrare dolcemente con la precisione di un elicottero e di fungere da Launch Escape System integrato. Il modulo di servizio è cilindrico, con 4 pinne stabilizzatrici e pannelli solari fissi attorno al suo corpo. La capsula al suo interno ha 4 pannelli touch screen riposizionabili. Per permettere l'attracco il Dragon V2 ha un International Docking System Standard dietro un cappuccio, il quale si aprirà per permettere l'aggancio con un PMA della stazione automaticamente o manualmente. Il rientro è molto simile a quello della Soyuz russa: vengono avviati una prima volta i SuperDraco, dopodiché, dopo essere entrata nell'atmosfera sgancia lo scudo termico PICA-X e si aprono delle "zampe" di atterraggio, le quali toccano terra dopo un'accensione a metà strada dei SuperDraco con lo scopo di rallentare la discesa. L'atterraggio in questa maniera sarebbe possibile anche se 2 degli 8 motori SuperDraco avessero smesso di funzionare. Se 3 o più vengono persi, si attiverà automaticamente il dispiegamento del paracadute di emergenza. Ogni motore ha una spinta di 7260 kg e sarà fabbricato tramite stampa 3D in metallo. Tuttavia funzionano con propellenti ipergolici, i quali sono altamente tossici. In mare l'acqua salata annulla la loro tossicità, ma un atterraggio su terraferma sarebbe molto rischioso per gli astronauti che ne escono. La SpaceX quindi sta progettando dei metodi per prevenire intossicazioni dell'equipaggio. Elon Musk spera di poter lanciare un astronauta al prezzo di 20 milioni di dollari. Grazie alla grande attenzione alla riusabilità, Dragon ha solo bisogno di essere rifornito, prima di poter volare di nuovo, più e più volte.
La NASA ha assegnato alla SpaceX un contratto da 2,6 miliardi di dollari nell'ambito del programma Commercial Crew Transportation (CCT) per fornire trasporto di equipaggi alla Stazione Spaziale Internazionale con questo veicolo spaziale.

### Cargo Dragon
La Cargo Dragon è una capsula orbitale da trasporto sviluppata dalla Space Exploration Technologies Corporation (SpaceX). È riutilizzabile, e in grado di raggiungere un'orbita terrestre bassa e rientrare. Essa è la prima navicella cargo automatica a essere portata in orbita e poi di nuovo a terra da una compagnia privata; il 7 dicembre 2020, raggiunge la Stazione spaziale internazionale per la prima volta attraccando in modo completamente automatico. La capsula Dragon invece veniva agganciata dal braccio robotico della Stazione e ancorata ai segmenti americani della ISS.

### DragonLab

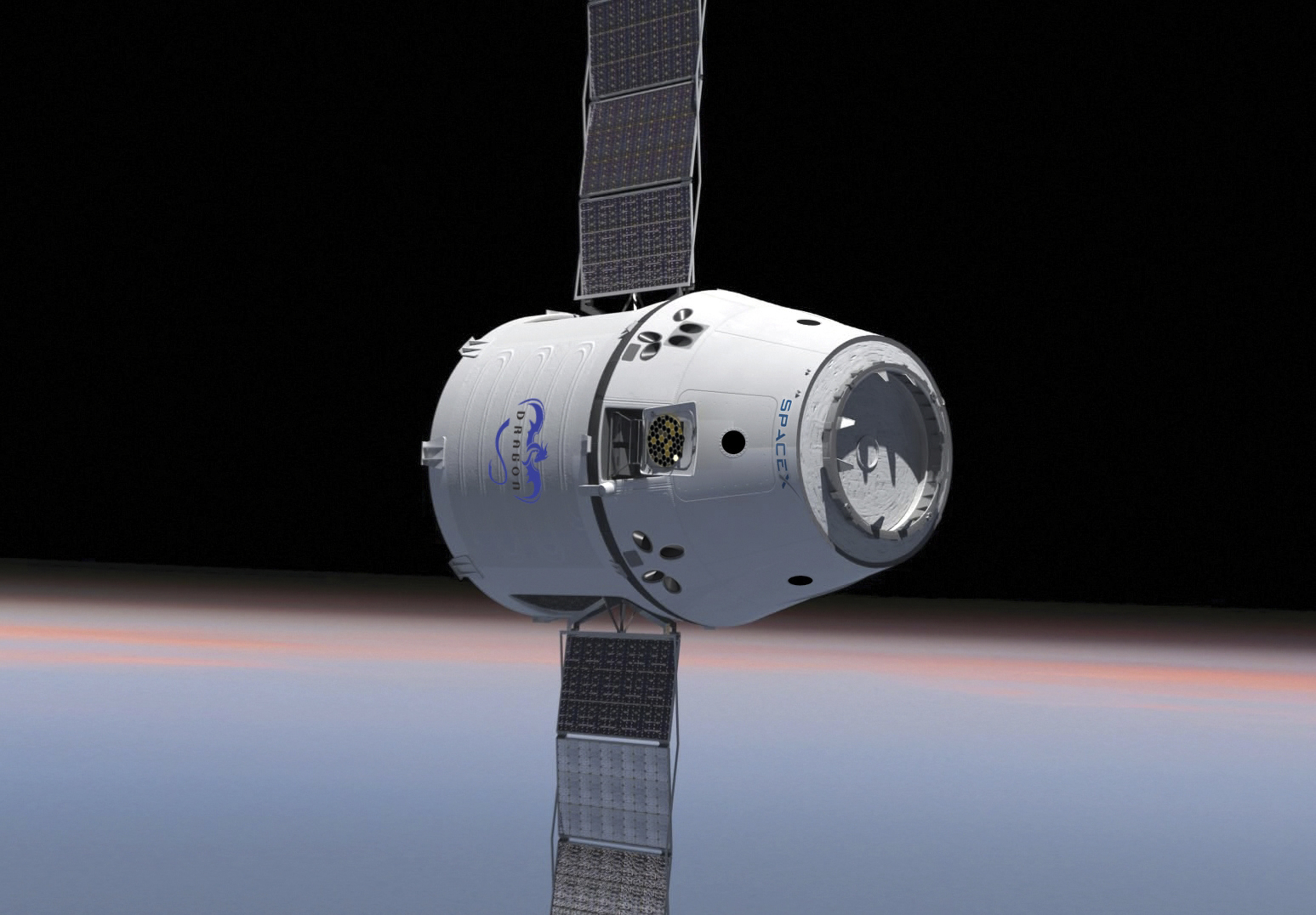
Rappresentazione artistica del DragonLab

Quando non viene utilizzato per la ISS, la versione cargo della navicella Dragon si chiama DragonLab. È riutilizzabile, in volo libero, e in grado di trasportare carichi sia pressurizzati che non. I suoi sottosistemi comprendono la propulsione, l'energia, il controllo termico e ambientale, l'avionica, le comunicazioni, il software di volo, i sistemi di guida e di navigazione e gli attrezzi di recupero. Ha una massa totale di 6 tonnellate al lancio, e un massimo di 3 tonnellate al rientro. La SpaceX ha pianificato 2 missioni DragonLab nel 2015. I Biosatellites americani avevano svolto funzioni analoghe con carichi senza equipaggio, e i satelliti Bion russi continuano a farlo.

### Red Dragon
Red Dragon è stata una versione alternativa della capsula Dragon immaginata per raggiungere Marte. Proposta da SpaceX in collaborazione con l'Ames Research Center della NASA, sarebbe dovuta essere parte di una missione low-cost da lanciare con un Falcon Heavy entro il 2022. Nel luglio del 2017 Elon Musk decide di cancellare il programma Red Dragon per concentrare gli sforzi di SpaceX sullo sviluppo della Starship.

### Dragon XL
Il 27 marzo 2020 SpaceX ha rivelato la Dragon XL, una nuova capsula progettata per trasportare carichi pressurizzati e non pressurizzati, esperimenti e altre forniture da e per il Lunar Gateway nell'ambito di un contratto Gateway Logistics Services.
La capsula potrà trasportare fino a 5 tonnellate di carico e sarà lanciata da un Falcon Heavy da LC-39A presso il Kennedy Space Center in Florida. L'attrezzatura fornita dalle missioni Dragon XL potrebbe includere materiali per la raccolta di campioni, tute spaziali e altri oggetti di cui gli astronauti potrebbero aver bisogno sul Gateway e sulla superficie della Luna.